# 바구니섬모충류
바구니섬모충류(Nassophorea)는 바구니섬모충강(Nassophorea)에 속하는 섬모충류의 총칭이다. 자유 생활을 하며, 주로 민물에서 살지만 바다 또는 흙 속에서도 발견된다. 양구강(梁口綱)으로도 부른다.

## 하위 분류
- 합막섬모충목 (Synhymeniida) 또는 단막류 (單膜類), 단막목(單膜目)
  - Nassulopsidae
  - 직관충과 (Orthodonellidae)
  - Scaphidiodontidae
- 나술라목 (Nassulida)
  - 나술라과 (Nassulidae)
  - Paranassulidae
- Microthoracida
  - Discotrichidae
  - Leptopharyngidae
  - Microthoracidae